# 項線
項線（Nuchal lines）是枕骨外表面的四條曲線。
- 最高項線（英語：Highest nuchal line，拉丁語：Linea suprema），又稱Mempin線，附著於顱頂腱膜（英语：Epicranial aponeurosis），通常不明顯。
- 上項線（Superior nuchal line）位於最高項線下方，頭夾肌、斜方肌 [1]和枕肌附著於此。[2]
- 中項線（Median nuchal line）位於枕外嵴（英语：external occipital protuberance），從枕外隆凸（英语：external occipital protuberance）上向外微微隆起，向下通往枕骨大孔（英语：foramen magnum），供項韌帶（英语：nuchal ligament）附著。
- 下項線（Inferior nuchal line）有頭上斜肌（英语：obliquus capitis superior muscle）、頭後大直肌和頭後小直肌（英语：rectus capitis posterior minor muscle）附著。

## 圖片

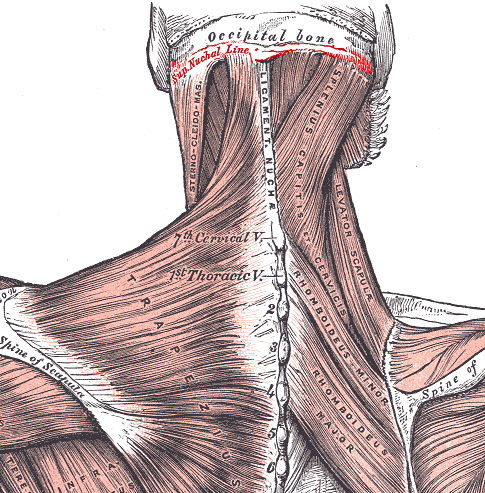
頸部後視圖，紅線為上項線，可以看見附著其上的肌肉。

## 外部連結
- . Roche Lexicon - illustrated navigator. Elsevier. （原始内容存档于2012-07-22）.